# 表現・さわやか
表現・さわやか（ひょうげん さわやか）は、日本の劇団。2004年、池田鉄洋によって結成。「苦笑系コントユニット」と銘打って活動した。

## 概要
「コメディの脚本が書きたかった」という動機で演劇を始めた池田鉄洋が、「自分の笑いを見せる場」として所属劇団・猫のホテルの同年代の座員たちとともに旗揚げする。結成当初のメンバーは猫のホテルの団員だけだったが、のちに伊藤明賢が加わる。劇団名は、池田が「一番ダサい名前にしたい」と思って名付けた。
2010年に猫のホテルから独立（池田は2012年に猫のホテルを退団）し、主催公演とする。
2015年の番外公演を終えてから活動休止状態だったが、2019年に正式に解散。

## 所属している俳優
- 池田鉄洋（主宰）
- 佐藤真弓
- いけだしん
- 岩本靖輝

### かつて所属していた俳優
- 菅原永二[5]
- 村上航
- 伊藤明賢

## 公演記録
『猫のホテルプレゼンツ 表現・さわやか 第1回公演「熱海→ラスベガス」』
期間・会場：2004年6月、OFF・OFFシアター
出演：佐藤真弓、いけだしん、村上航、岩本靖輝、菅原永二、池田鉄洋
『猫のホテルプレゼンツ 表現・さわやか 第2回公演「おんなのこのキモチ」』
期間・会場：2005年6月、下北沢駅前劇場
出演：佐藤真弓、いけだしん、村上航、岩本靖輝、菅原永二、池田鉄洋、津田タカシゲ
『猫のホテルプレゼンツ 表現・さわやか 第3回公演「そこそこ黒の男」』
期間・会場：2006年11月、下北沢駅前劇場 他
出演：佐藤真弓、いけだしん、村上航、岩本靖輝、菅原永二、池田鉄洋、伊藤明賢
『猫のホテルプレゼンツ 表現・さわやか 第4回公演「ポエム」』
期間・会場：2007年11月、下北沢駅前劇場 他
出演：佐藤真弓、いけだしん、村上航、岩本靖輝、池田鉄洋、佐藤貴史（サモ・アリナンズ）、柳沢なな
『猫のホテルプレゼンツ 表現・さわやか 第5回公演「美少年オンザラン」』
期間・会場：2008年11月、下北沢駅前劇場 他
出演：佐藤真弓、いけだしん、村上航、岩本靖輝、菅原永二、池田鉄洋、佐藤貴史、伊藤明賢
『猫のホテルプレゼンツ 表現・さわやか +B-amiru「ザ ワースト オブ 表現・さわやか」』
期間・会場：2009年4月、シアターブラッツ
出演：佐藤真弓、いけだしん、村上航、岩本靖輝、菅原永二、池田鉄洋、佐藤貴史、伊藤明賢、イチキ游子（B-amiru）、小林由梨（B-amiru）
『猫のホテルプレゼンツ 表現・さわやか 第6回公演「ザ ベスト オブ 表現・さわやか」』
期間・会場：2009年7月、本多劇場
出演：佐藤真弓、いけだしん、村上航、岩本靖輝、菅原永二、池田鉄洋、伊藤明賢、佐藤貴史、柳沢なな、佐藤雄一（PureBoys）、中山祐一朗（阿佐ヶ谷スパイダース）
『表現・さわやか 第7回公演「アラン!ドロン!」』
期間・会場：2010年9月、下北沢駅前劇場 他
出演：佐藤真弓、いけだしん、村上航、岩本靖輝、菅原永二、池田鉄洋、佐藤貴史、伊藤明賢、出口結美子
『表現・さわやか 第8回公演「15♥0」』
期間・会場：2011年6月、下北沢駅前劇場 / HEP HALL
出演：佐藤真弓、いけだしん、村上航、岩本靖輝、菅原永二、池田鉄洋、伊藤明賢、佐藤貴史、及川奈央
『表現・さわやか 第9回公演「ロイヤルをストレートでフラッシュ!!」』
期間・会場：2012年6月、本多劇場 他
出演：小林顕作、佐藤真弓、いけだしん、村上航、岩本靖輝、伊藤明賢、池田鉄洋、ぽんず、石毛セブン、及川奈央
『表現・さわやか 第10回公演「ストレンジ ストーリーズ」』
期間・会場：2013年10月、下北沢駅前劇場 他
出演：原史奈、佐藤真弓、いけだしん、村上航、岩本靖輝、伊藤明賢、池田鉄洋、大川宗哲
『表現・さわやか 第11回公演「The Greatest Hits Of HYOGEN SAWAYAKA」』
期間・会場：2014年9月、下北沢駅前劇場 他
出演：佐藤真弓、いけだしん、村上航、岩本靖輝、伊藤明賢、池田鉄洋 / 森下亮（クロムモリブデン）

『表現・さわやか 番外恋愛公演「TanPenChu-♥」』
期間・会場：2015年9月、赤坂RED/THEATER 他
出演：鈴木砂羽 / 岩崎う大（かもめんたる）、槙尾ユウスケ（かもめんたる）、浅野千鶴（味わい堂々）、梅舟惟永（ろりえ）、大夢 / 佐藤真弓、いけだしん、岩本靖輝、池田鉄洋

## イベント
- 「Rocca Rock Fes」2015年3月8日（日）＠下北沢BASEMENT BAR

出演：アナログフィッシュ／三回転とひとひねり／表現・さわやか／エンヤサン／ワビトロ／トゥルーリ・オカモチェク＆柿木原政広